# Instantsuppe

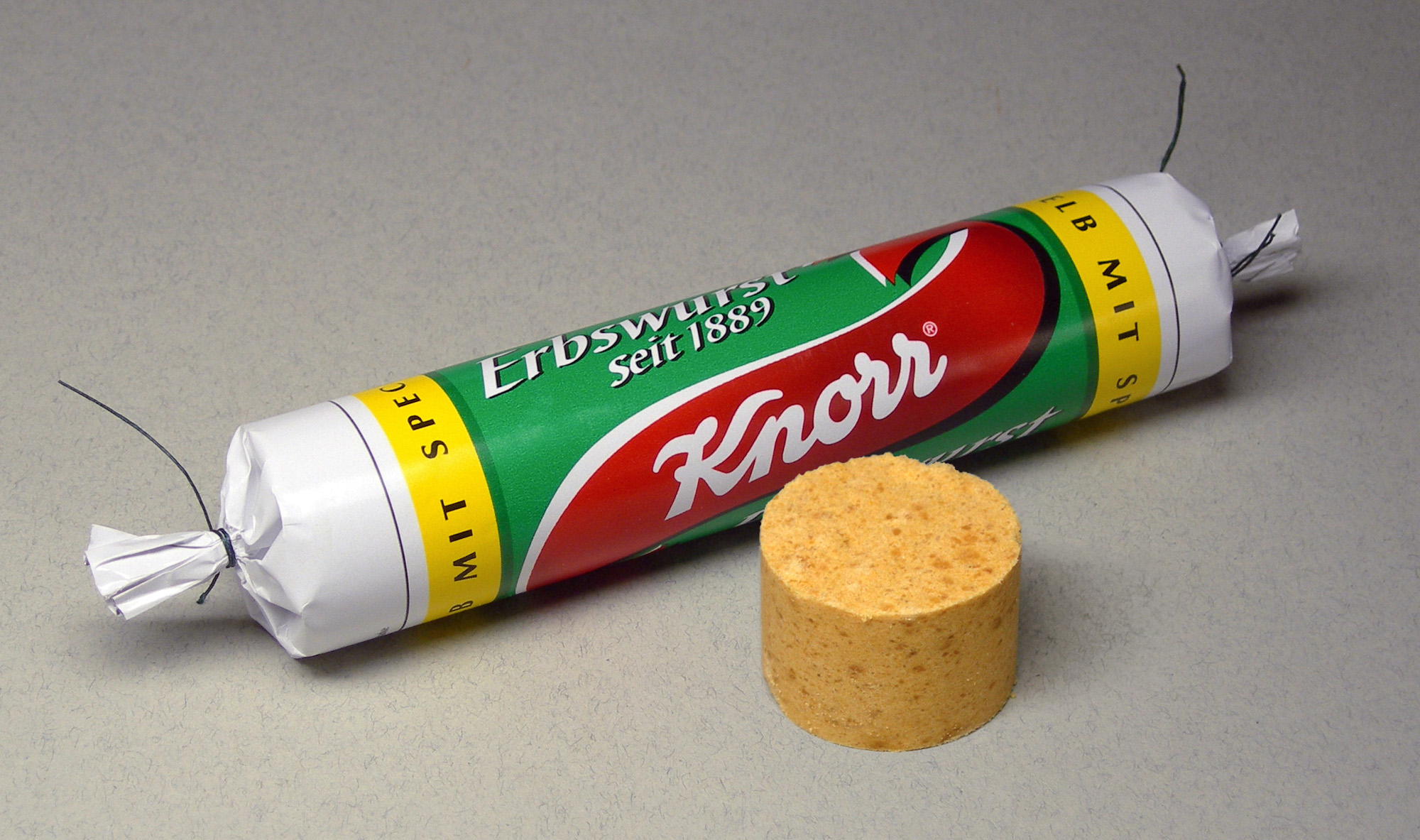
Fertig-Erbsensuppe als Erbswurst

Instantsuppen oder Trockensuppen (umgangssprachlich in Deutschland meist 5-Minuten-Terrine, Tütensuppen, in Österreich Packerlsuppen, in der Deutschschweiz Beutel- oder Päcklisuppen) sind industriell hergestellte Mischungen aus getrockneten Zutaten wie Nudeln, Gemüse, Fett, Geschmacksverstärkern wie Mononatriumglutamat, Aromastoffen und Gewürzen. Inzwischen werden Instantsuppen auch in Bio-Qualität, also ohne künstliche Zusatzstoffe angeboten. Im Fertiggericht sind sie so vorgegart oder vorbehandelt, dass sie durch Vermischen mit heißem Wasser und eventuell kurzes Kochen (beispielsweise im Mikrowellenherd) eine verzehrfertige Suppe ergeben. Neben der einfachen und schnellen Art der Zubereitung zeichnen sich Instantsuppen durch sehr lange Haltbarkeit aus, da sie praktisch kein Wasser enthalten und luftdicht verpackt sind. Instantsuppen gehören zusammen mit Dosen- und Tiefkühlsuppen zu den Fertigsuppen.

## Herstellung
Instantsuppen werden aus technischen und Kostengründen nicht aus herkömmlich gekochten Suppen hergestellt, vielmehr werden die Zutaten einzeln durch industrielle Verarbeitungstechniken wie Mikrowellengarung, Vakuumbehandlung und Gefriertrocknung so präpariert, dass sie mit heißem Wasser vermischt ein mit einer herkömmlichen Suppe vergleichbares Gericht ergeben.

## Geschichte

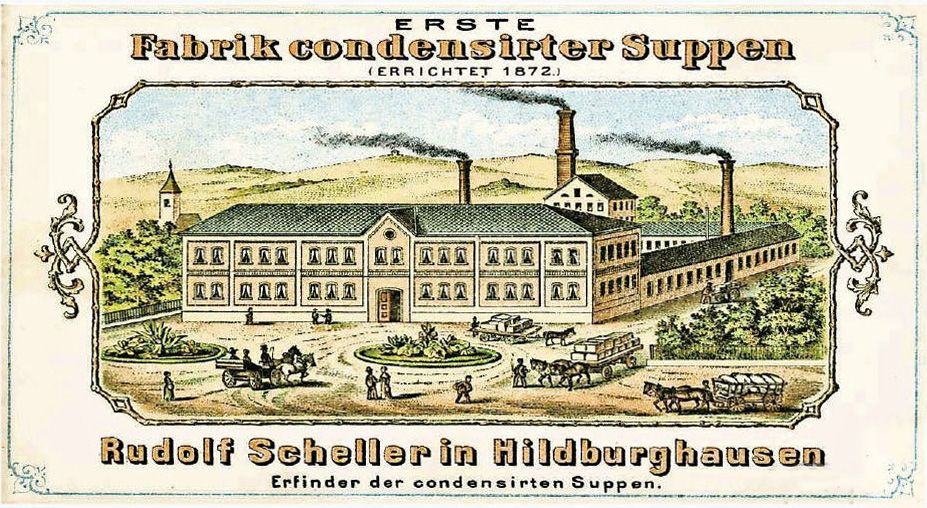
Seit 1872 produzierte Rudolf Schellers Fabrik condensirter Suppen in Hildburghausen

Zu den Vorläufern und Frühformen der Instantsuppe gehören Justus von Liebigs Fleischextrakt, Johann Heinrich Grünebergs Erbswurst (später Knorr), Rudolf Schellers „Condensirte Suppen“ (ab 1872),  Maggis Leguminosenmehl, die Maggi-Würze, der Brühwürfel und ein Fleischpulver namens Carne pura, das 1879 in Deutschland patentiert wurde. Ursprünglich wurden diese Produkte der frühen Lebensmittelindustrie entwickelt, um die Ernährungssituation für Menschen der armen Bevölkerungsschichten und beim Militär zu verbessern.
Seit Mitte des 20. Jahrhunderts werden Instantsuppen in Tüten oder in einem ausreichend großen Becher verkauft, in den die von einer Markierung vorgegebene Menge heißen Wassers gegossen werden muss. So ist kein gesondertes Gefäß notwendig. Die erste Fertignudelsuppe (Ramen-Instantnudelsuppe) wurde in Japan von Momofuku Andō und dessen Unternehmen Nissin Foods im Jahr 1958 unter dem Namen Chicken Ramen (jap. チキンラーメン , chikin rāmen) auf den Markt gebracht. Im deutschsprachigen Raum hat sich als Gattungsname Maggis 1979 eingeführter Markenname 5-Minuten-Terrine durchgesetzt.

## Bilder

Verschiedene Fertiggerichte – Nudelsuppen und Tütensuppen
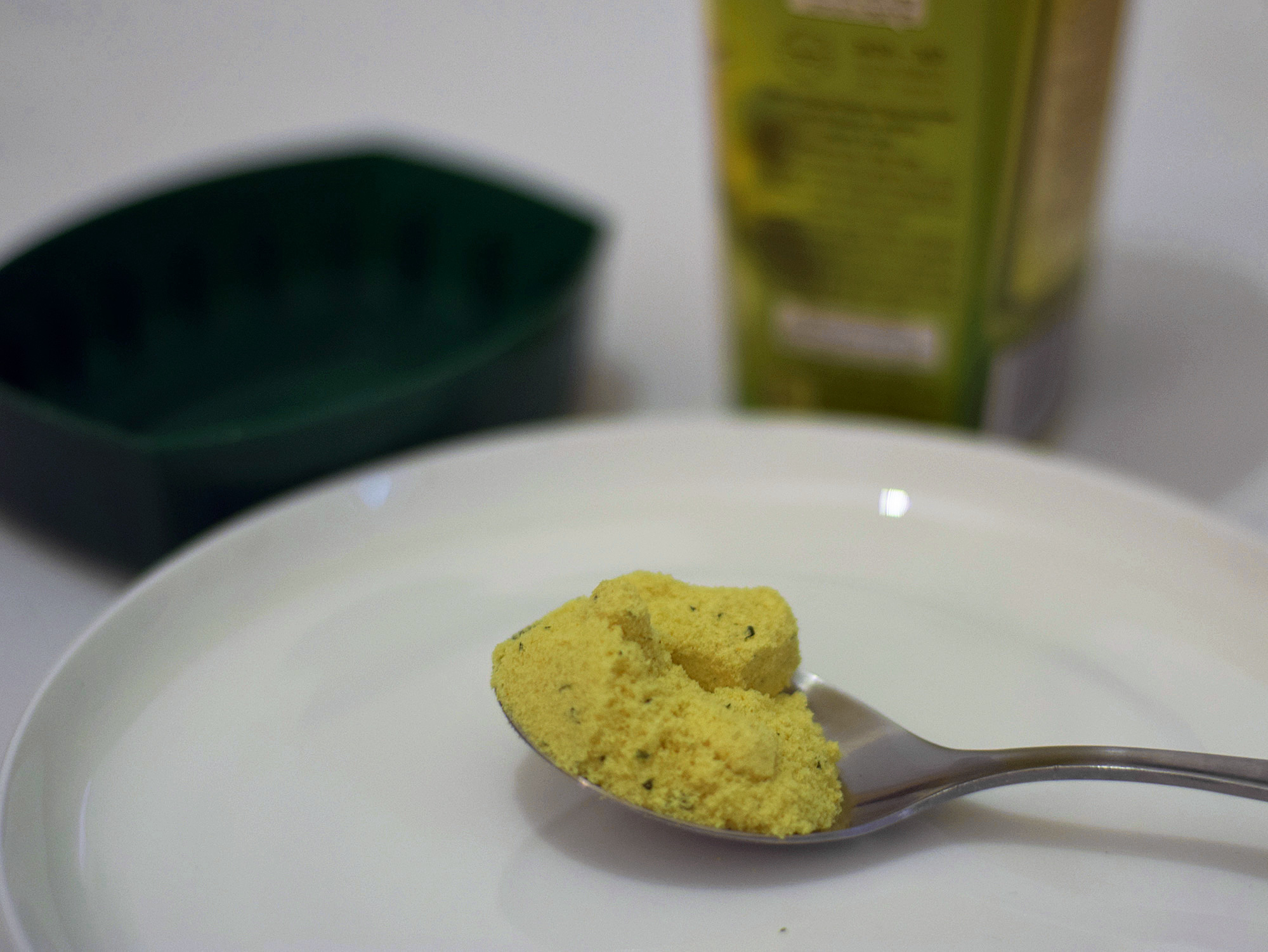
Gefriergetrocknetes Instantsuppenpulver aus der Dose
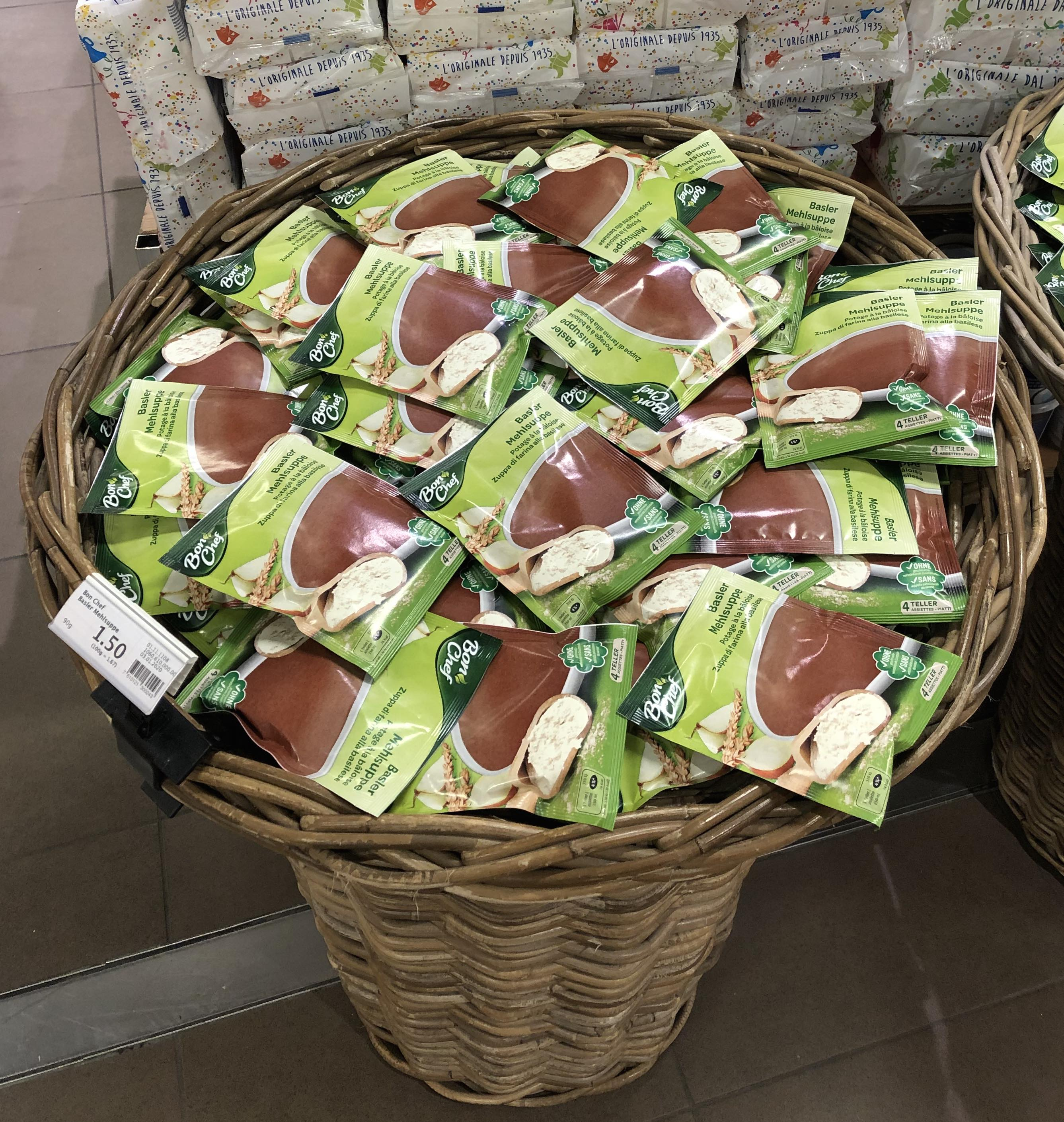
Mehlsuppe aus der Tüte, Migros Schweiz
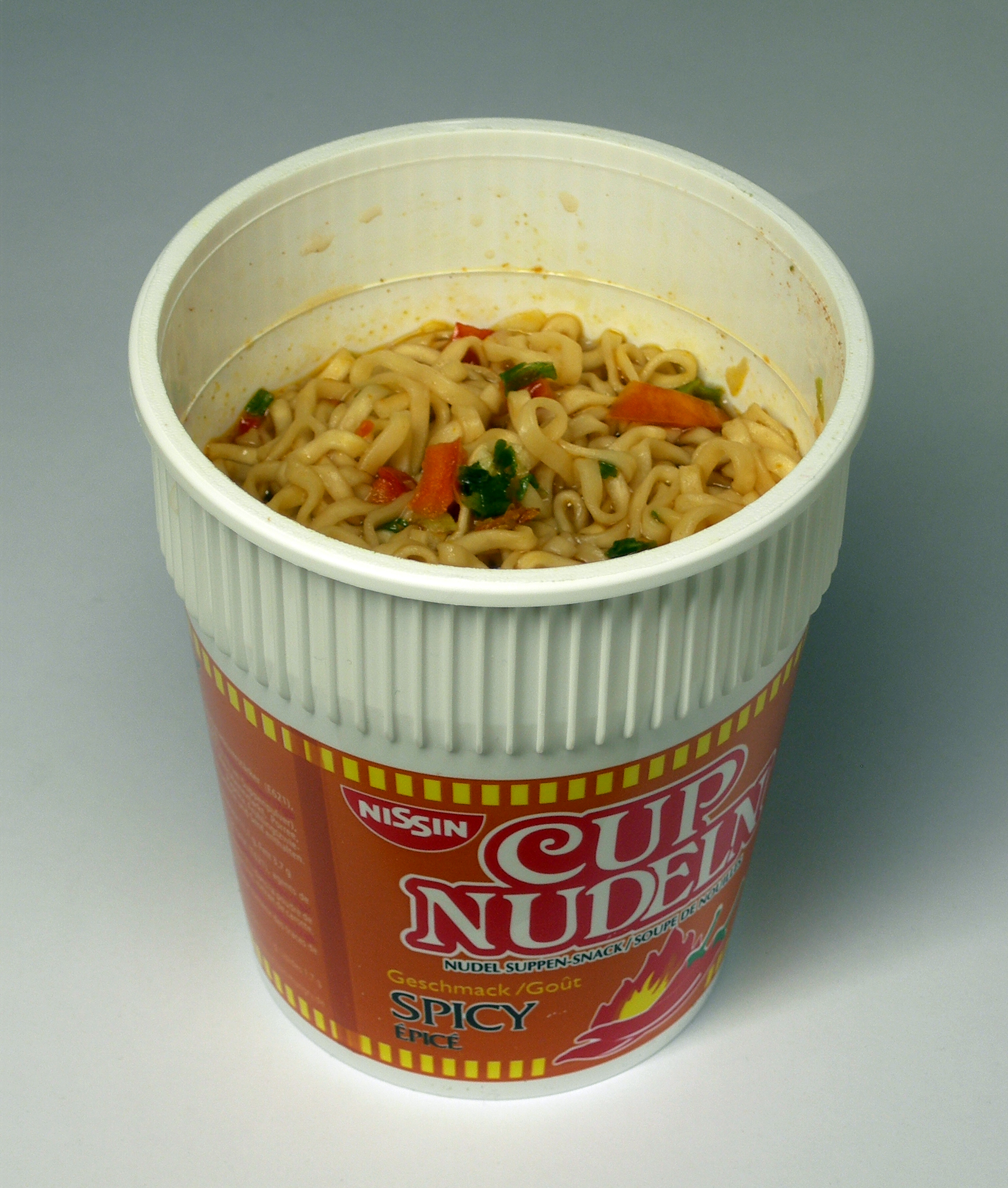
Fertignudelsuppe aus dem Becher von Nissin
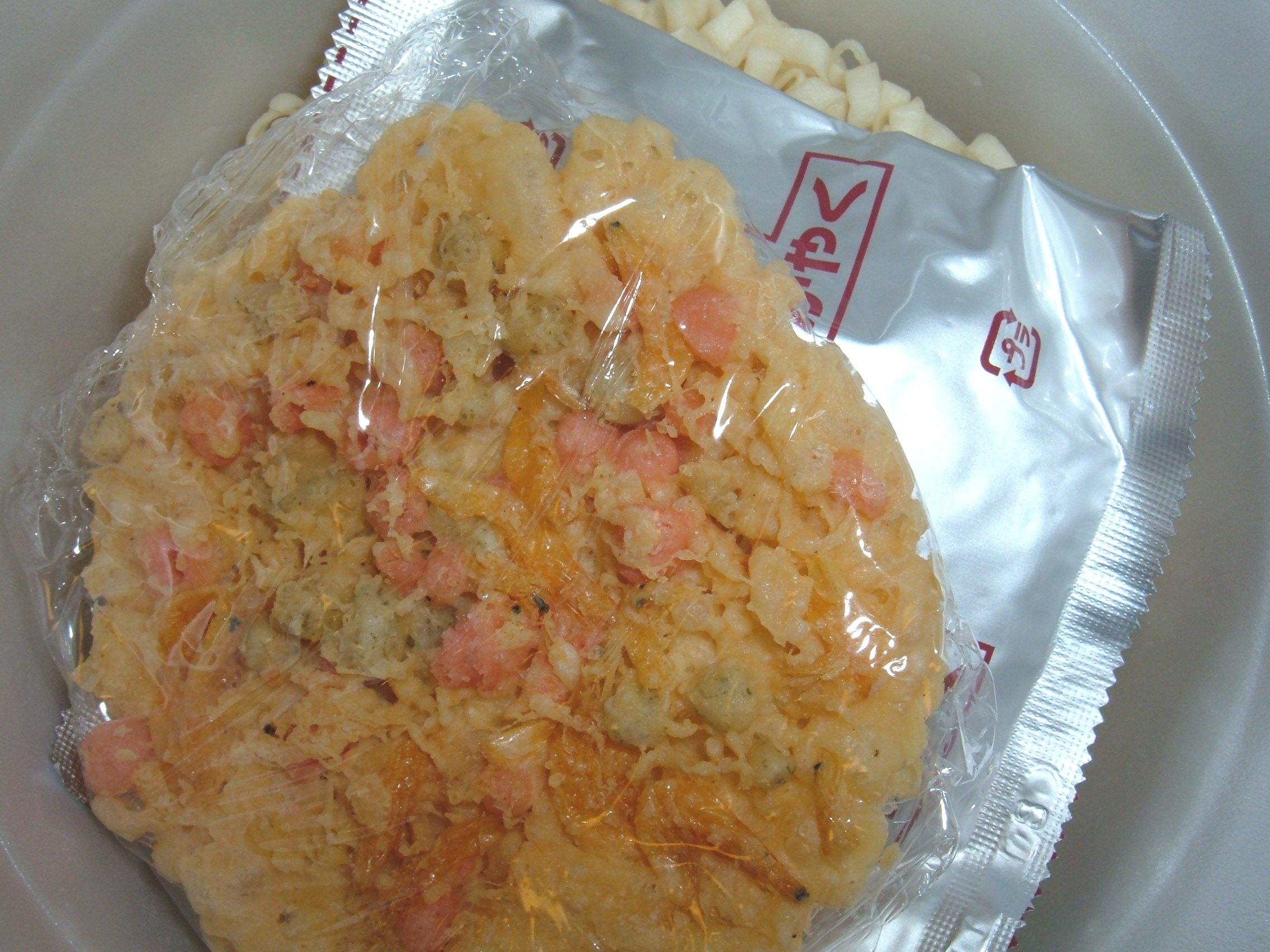
Fertig-Sanuki-Udon mit Tempura-Geschmack, Japan
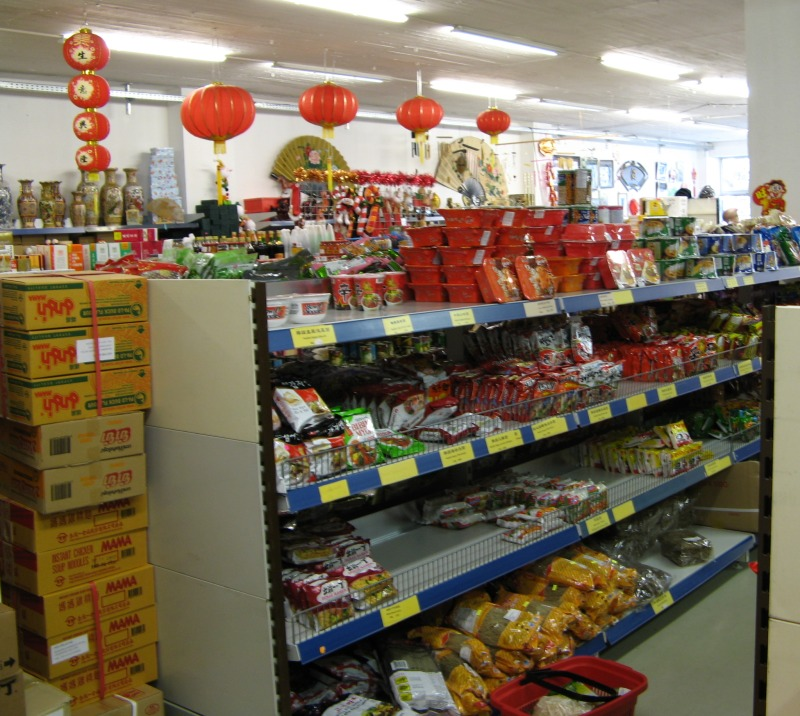
Instantprodukte auf dem Regal eines deutschen Asia-Marktes